# Lycoperdon pratense
Lycoperdon pratense (Christian Hendrik Persoon, 1794), sin. Vascellum pratense (Christian Hendrik Persoon, 1794 ex Hanns Kreisel, 1962), din încrengătura Basidiomycota în familia Agaricaceae și de genul Lycoperdon, este o specie saprofită foarte frecventă de ciuperci și, atât timp cât este tânără, comestibilă, fiind denumită în popor pufoaie. Soiul se dezvoltă în România, Basarabia și Bucovina de Nord în grupuri și smocuri, pe soluri proaspete până uscate, argiloase, calcaroase sau nisipoase, mai mult sau mai puțin bogate în azot, mereu prin iarbă, prin câmpii aride, semi-aride, pășuni, grădini, parcuri la margini de drum ierboase, uneori chiar și în păduri de conifere pe lângă molizi și pini. Timpul apariției este din (mai) iunie până în octombrie (noiembrie).

## Taxonomie

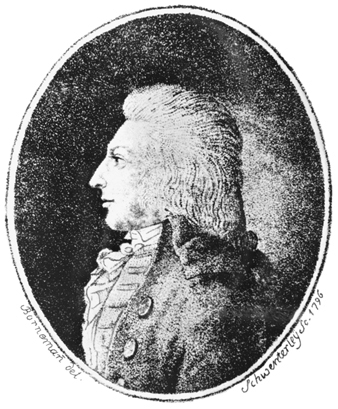
C. H. Persoon

Specia a fost pomenită pentru prima dată de cunoscutul savant francez Pierre Bulliard publicat drept Lycoperdon  hiemale în volumul 2 al marii sale opere Herbier de la France ou, Collection complette des plantes indigenes de ce royaume avec leurs propriétés, et leurs usages en medecine din 1782
Dar numele binomial hotărât Lycoperdon pratense a fost determinat de renumitul om de știință bur Christian Hendrik Persoon în jurnalul botanic Neues Magazin für die Botanik din 1794. Acest taxon este văzut cel valabil în prezent (2020) pe scară 
largă, dar se folosește de asemenea taxonul Vascellum pratense, creat de micologul german Hanns Kreisel (1931-2017) și de verificat în volumul 64 al jurnalului botanic Feddes Repertorium din 1962.
Toate celelalte încercări de redenumire (vezi infocaseta) sunt acceptate sinonim, dar nefolosite.
Epitetul este derivat din cuvântul latin (latină pratensis=crescând  pe pajiști), datorită locului preferat de apariție.

## Descriere

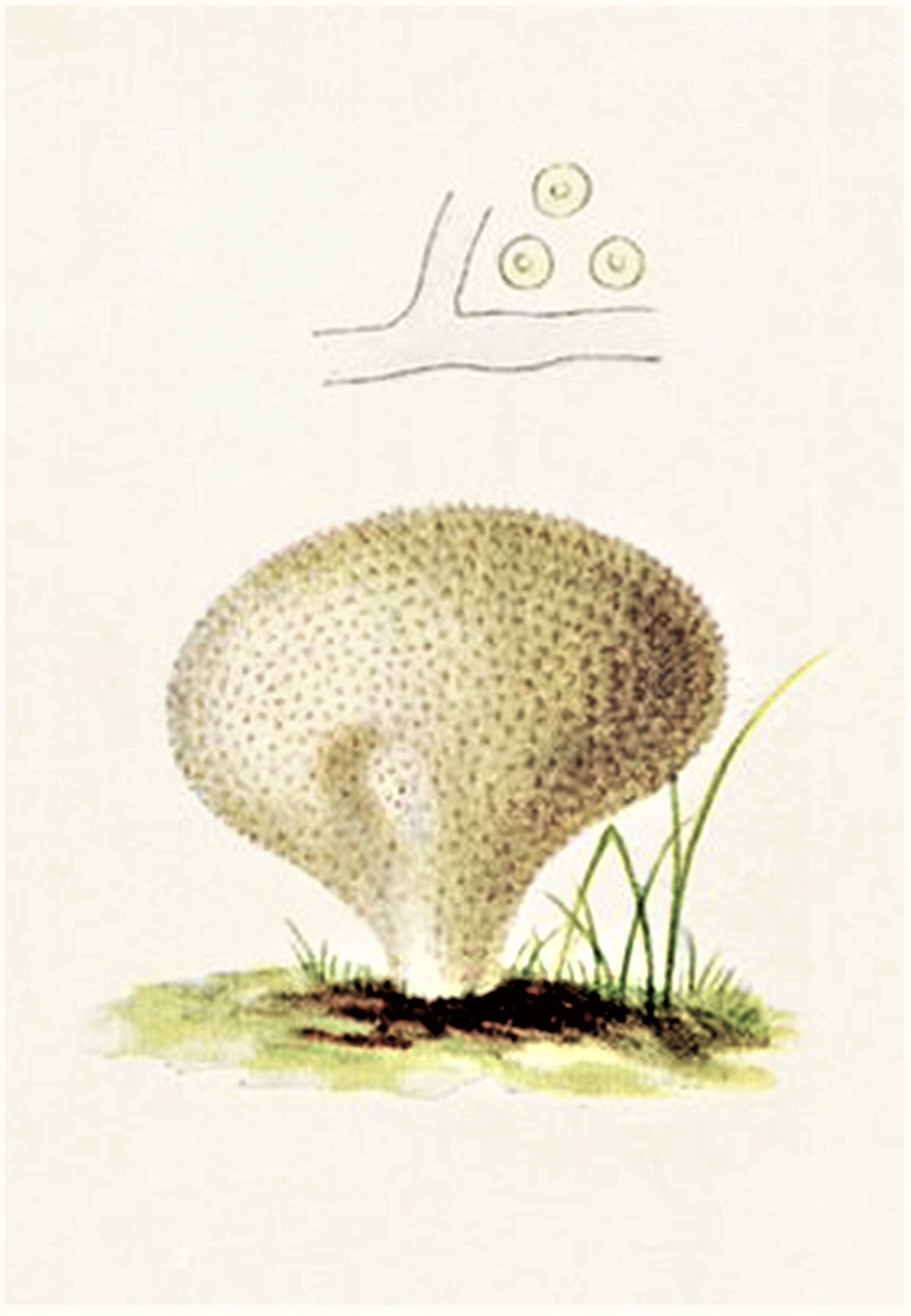
Bres.: Lycoperdon hiemale

- Corpul fructifer: are un diametru 2-6,5 (9)cm, având un aspect rotunjor sau ovoidal ca de pară sau bec. Peridia exterioară (înveliș al corpului de fructificație la unele ciuperci[10] foarte subțire este la început presărată cu țepi moi destul de pronunțați de 0,5–1mm precum particule tărâțoase care se dizolvă cu timpul, astfel că suprafața apare apoi aproape netedă până fin granulată. Interiorul este împărțit de o diafragmă pergamentoasă bine vizibilă de 0,5mm în două. Gleba, adică partea fructiferă în partea de sus, este la început fermă și albă devenind apoi brun-gălbuie și în final brun-măslinie până brun-negricioasă, gleba uscând cu timpul, devenind praf (= sporii). Subgleba sterilă spre bază este și rămâne destul de robustă și crem-albicioasă.  Pe măsură ce sporii se coc, corpul fructifer se prăbușește la mijloc și apare deprimat. Apoi, în partea centrală se deschide un orificiu mic care se va trage în final peste aproape întreaga lățime a suprafeței cu un aspect de pahar. Astfel sporii sunt eliberați, având posibilitatea de a fi răspândiți de vânt. Coloritul exterior este în tinerețea buretelui albicios, schimbând cu timpul spre crem și în sfârșit palid brun.
- Piciorul:  nu are picior veritabil, dar prezintă la bază un fetru gros miceliar cu împletituri rizomorfe puternice.
- Carnea (gleba): este la exemplarele tinere fermă, compactă și albă. Gleba se decolorează însă repede în domeniul fructifer, devenind din ce în ce mai brun-măslinie, chiar brun-negricioasă, fiind mai întâi pufoasă și la sfârșit pulverulentă. Mirosul este imperceptibil și gustul exemplarelor tinere nespecific, dar plăcut.[4][5]
- Caracteristici microscopice: are spori mici, globuloși, aproape netezi, slab ornamentați și cu un apicol numai puțin dezvoltat, având un diametru de 4-5 microni. Pulberea lor este brun-gălbuie, în sfârșit brun-măslinie. Basidiile gros clavate cu 4 sterigme fiecare măsoară 10-12 x 6-8 microni. Prezintă hife sub-bazidiale hialine (translucide) sau slab gălbuie cu o grosime de 4-7µm.[11]
- Reacții chimice: nu sunt cunoscute.[4][5]

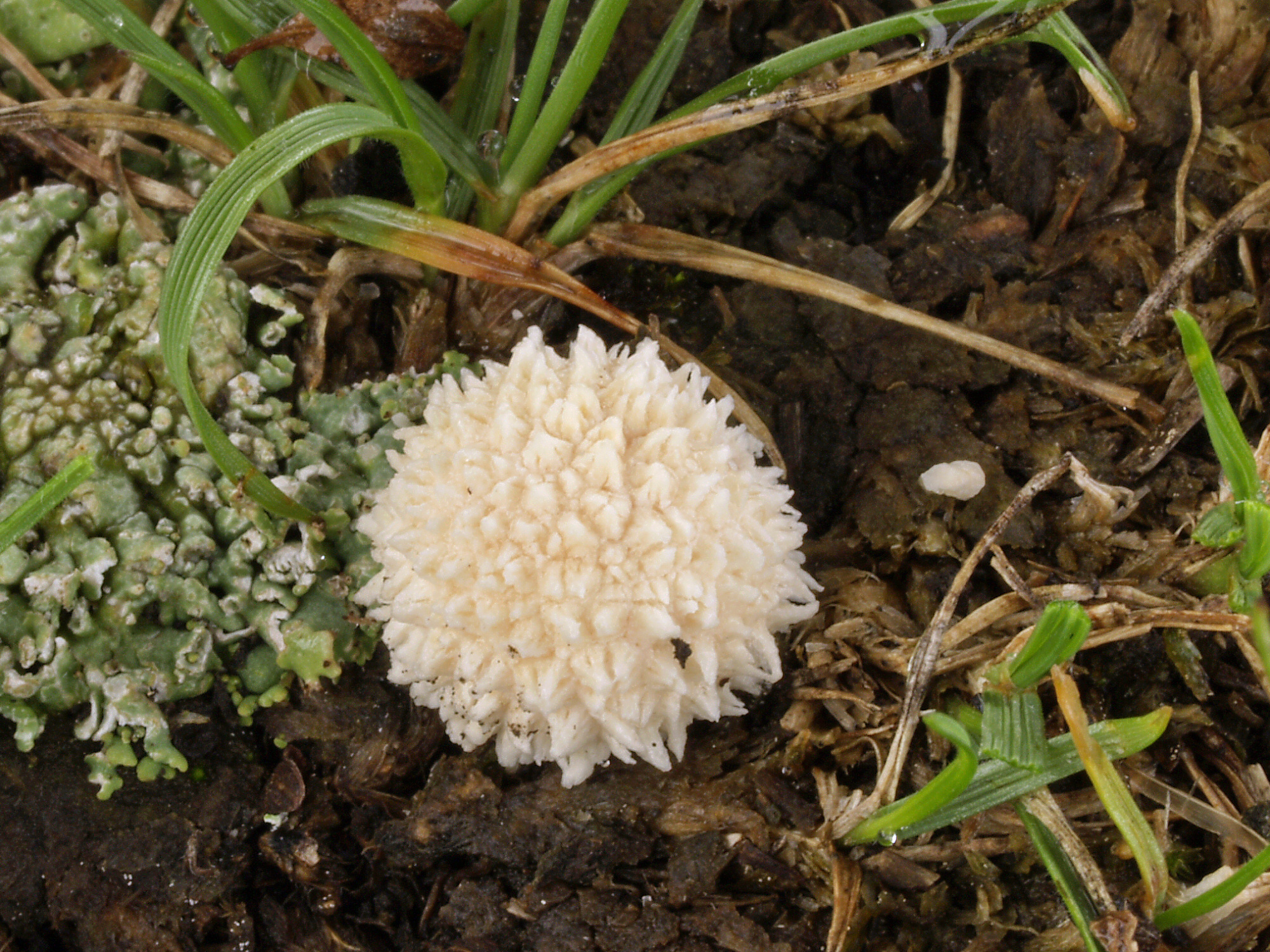
L. pratense foarte tânăr
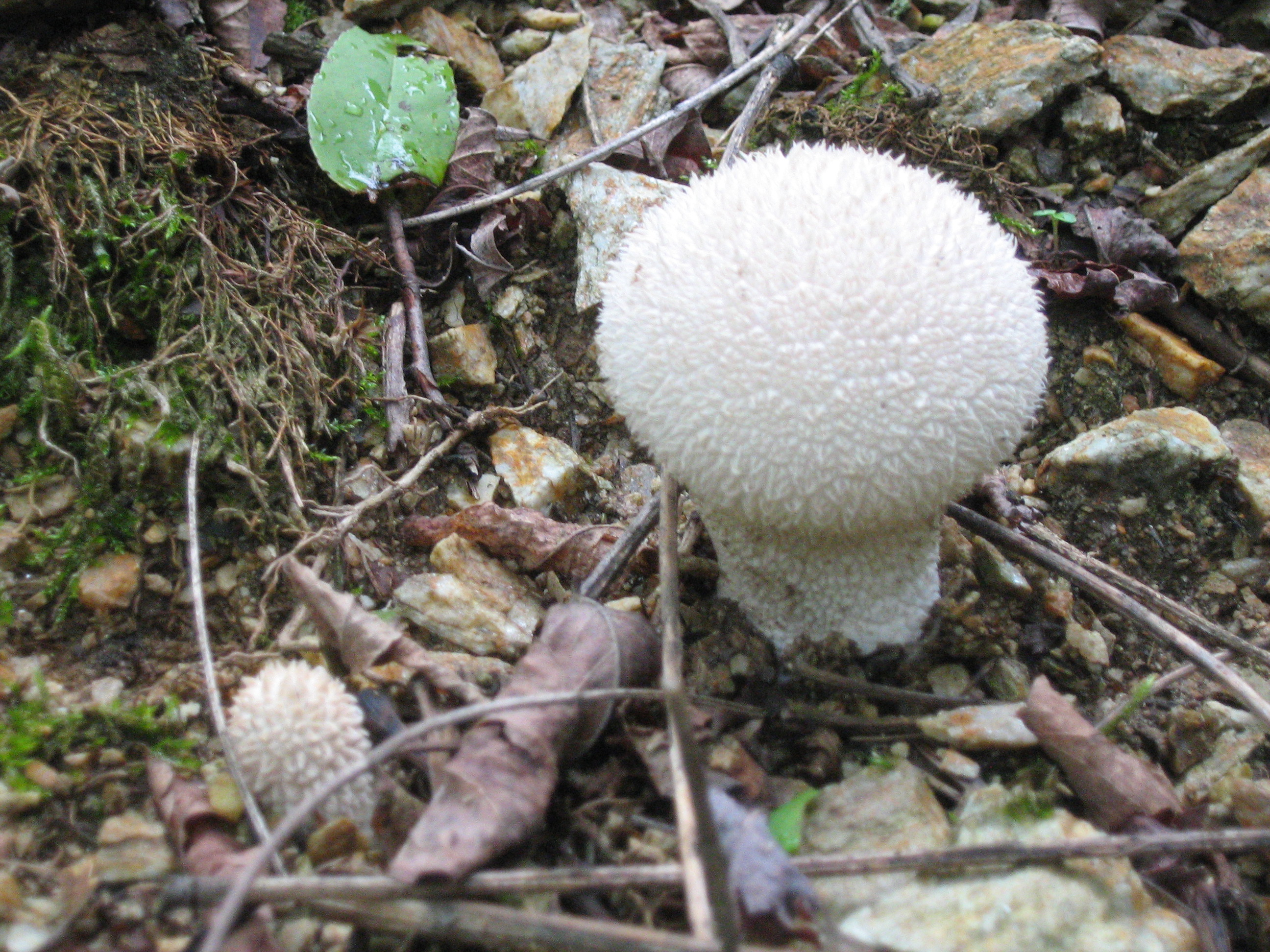
L. pratense tinere
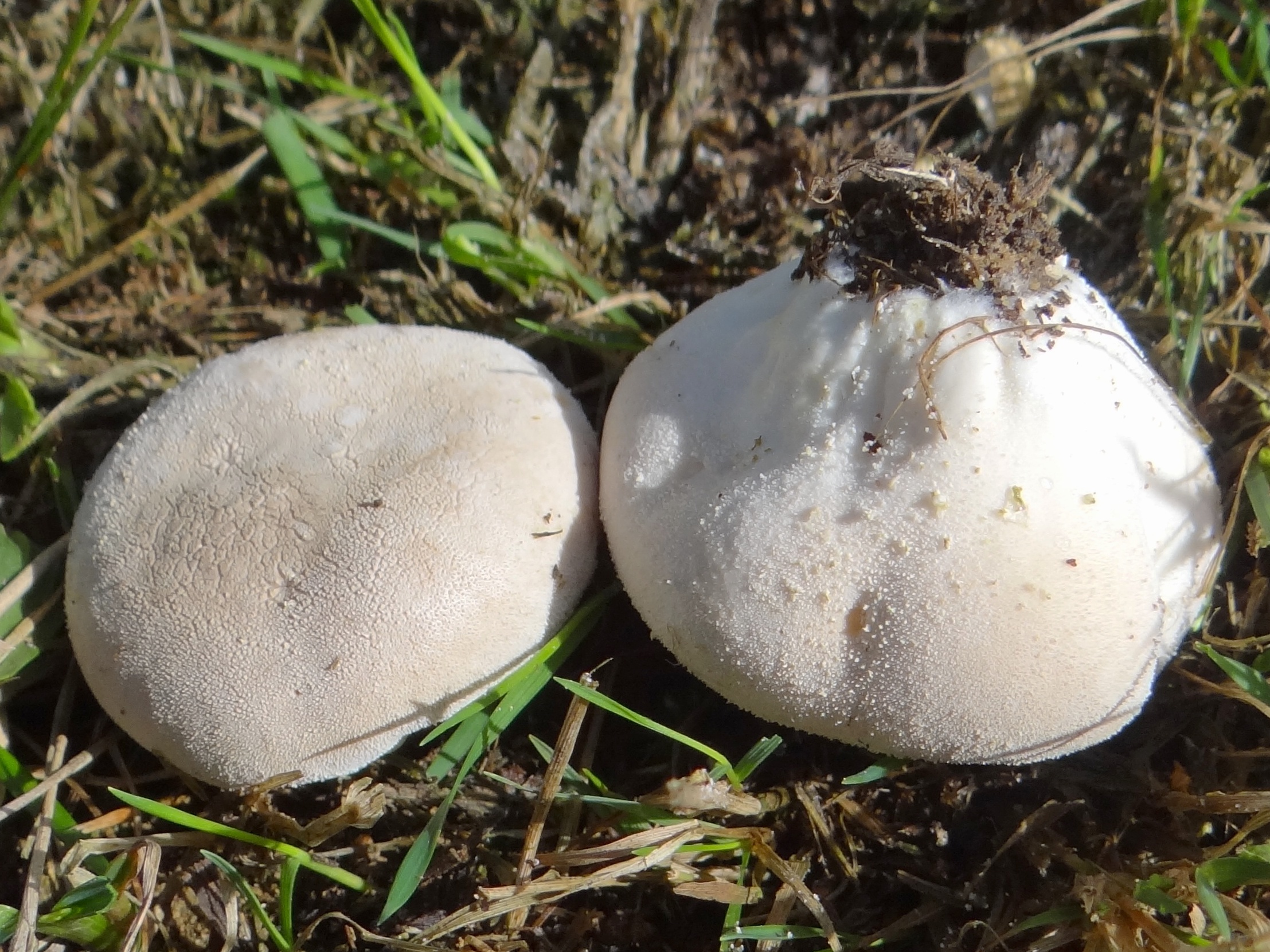
L. pratense mature, suprafața și baza
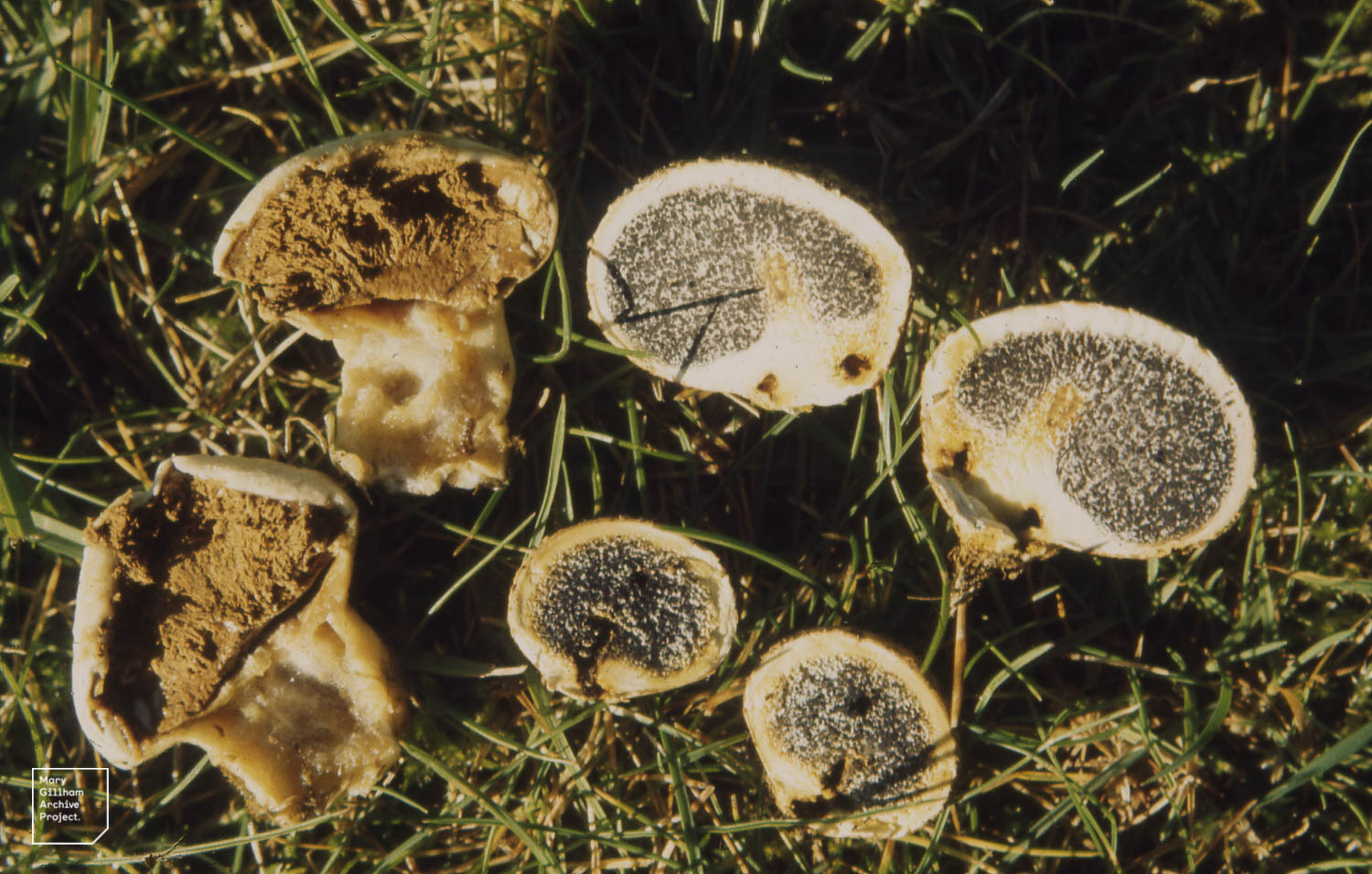
L. pratense (stânga) și Scleroderma citrinum în vârstă, secțiune longitudinală
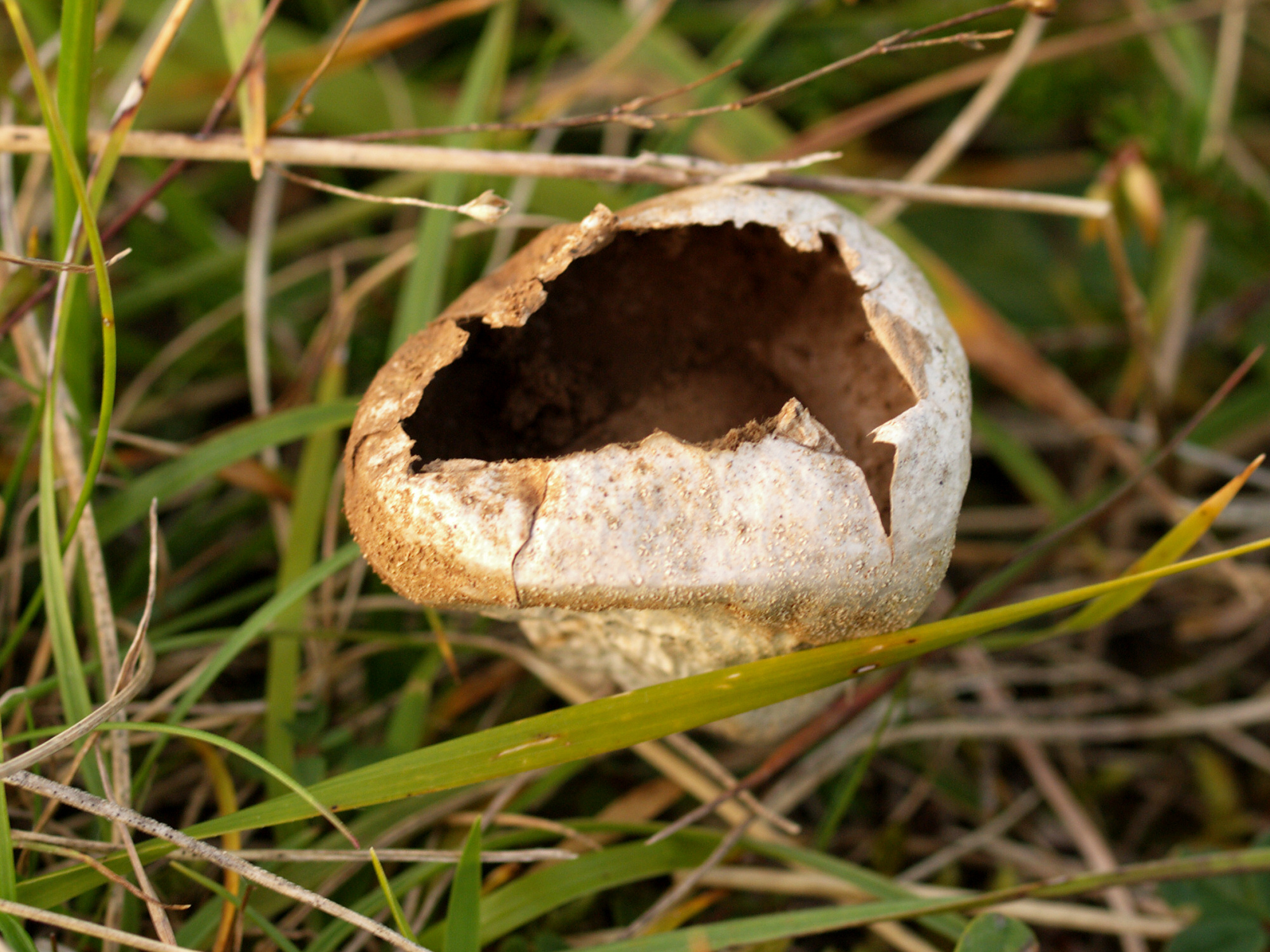
L pratense bătrân și golit
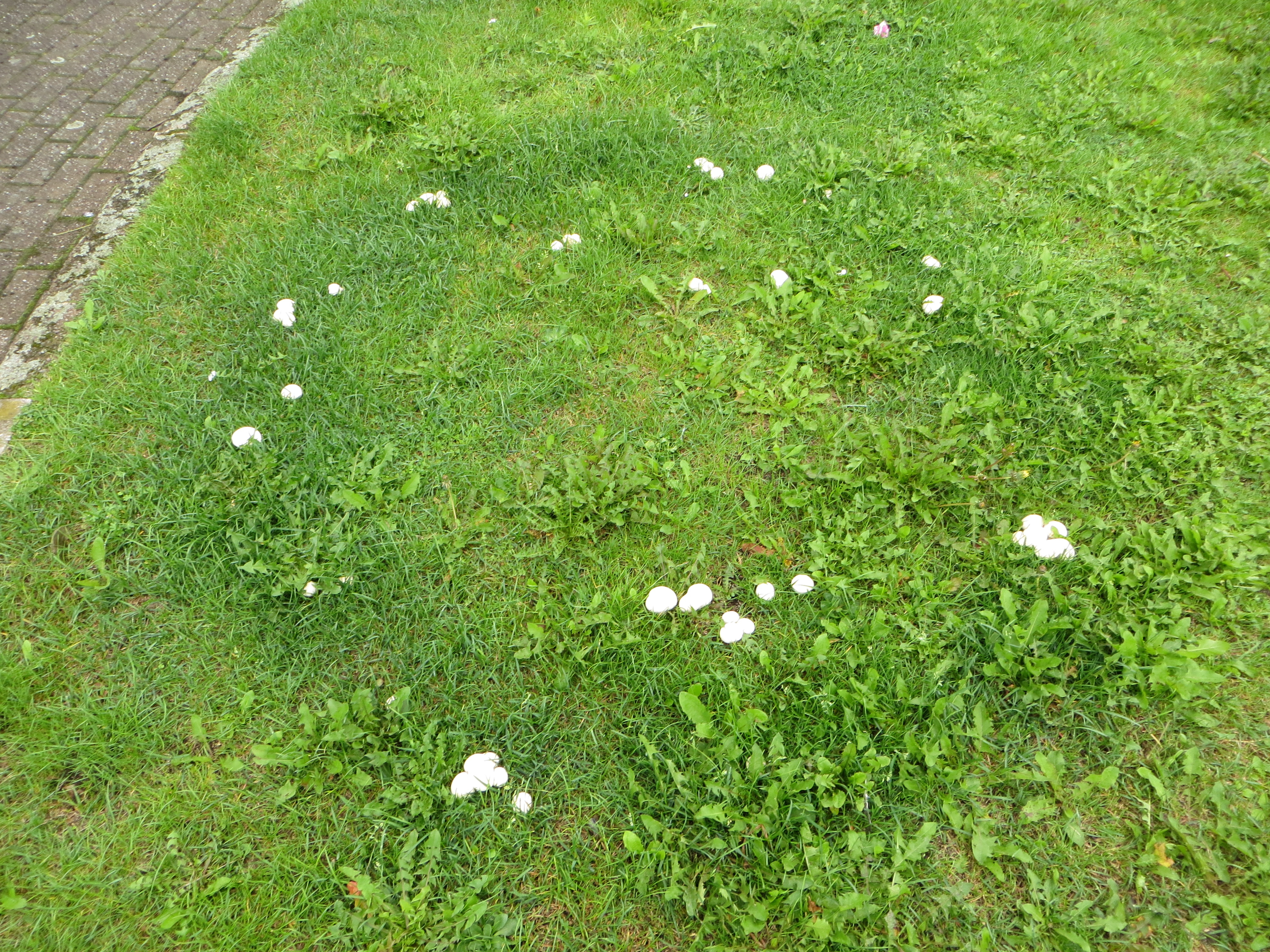
L. pratense prin iarbă

## Confuzii
Soiul poate fi confundat cu alte specii ale genului sau celor strâns înrudite, cu toate comestibile, cum sunt Bovista aestivalis sin. Lycoperdon ericetorum, Bovista plumbea, Bovista pusilla (mai mic, peridia nu se poate îndepărta, miros plăcut de ciuperci), Calvatia cyathiformis (comestibilă, suprafața devine la bătrânețe violacee, probabil încă nu crescând în Europa), Lycoperdon candidum sin. pedicellatum, Lycoperdon echinatum, Lycoperdon ericaeum, Lycoperdon excipuliforme, Lycoperdon frigidum (comestibil, mai mic, trăiește preponderent în apropierea salciilor), Lycoperdon marginatum (se spune că ar conține substanțe psiho-active), Lycoperdon molle, Lycoperdon nigrescens sin. foetidum, Lycoperdon pedicellatum, Lycoperdon perlatum, Lycoperdon pyriforme, Lycoperdon utriforme sin. Calvatia utriformis sau Calvatia cretacaea, + imagini, dar, de asemenea, cu forme deschise ale otrăvitorului Scleroderma citrinum sin. vulgare.

## Specii asemănătoare în imagini

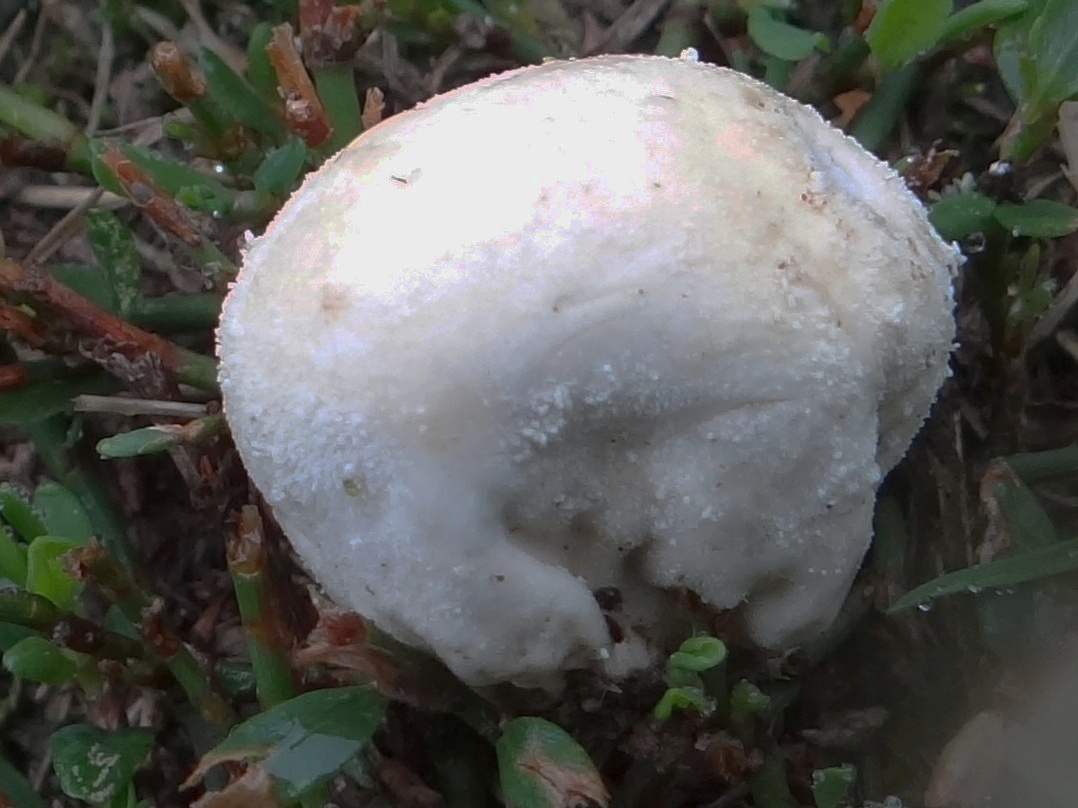
Bovista aestivalis
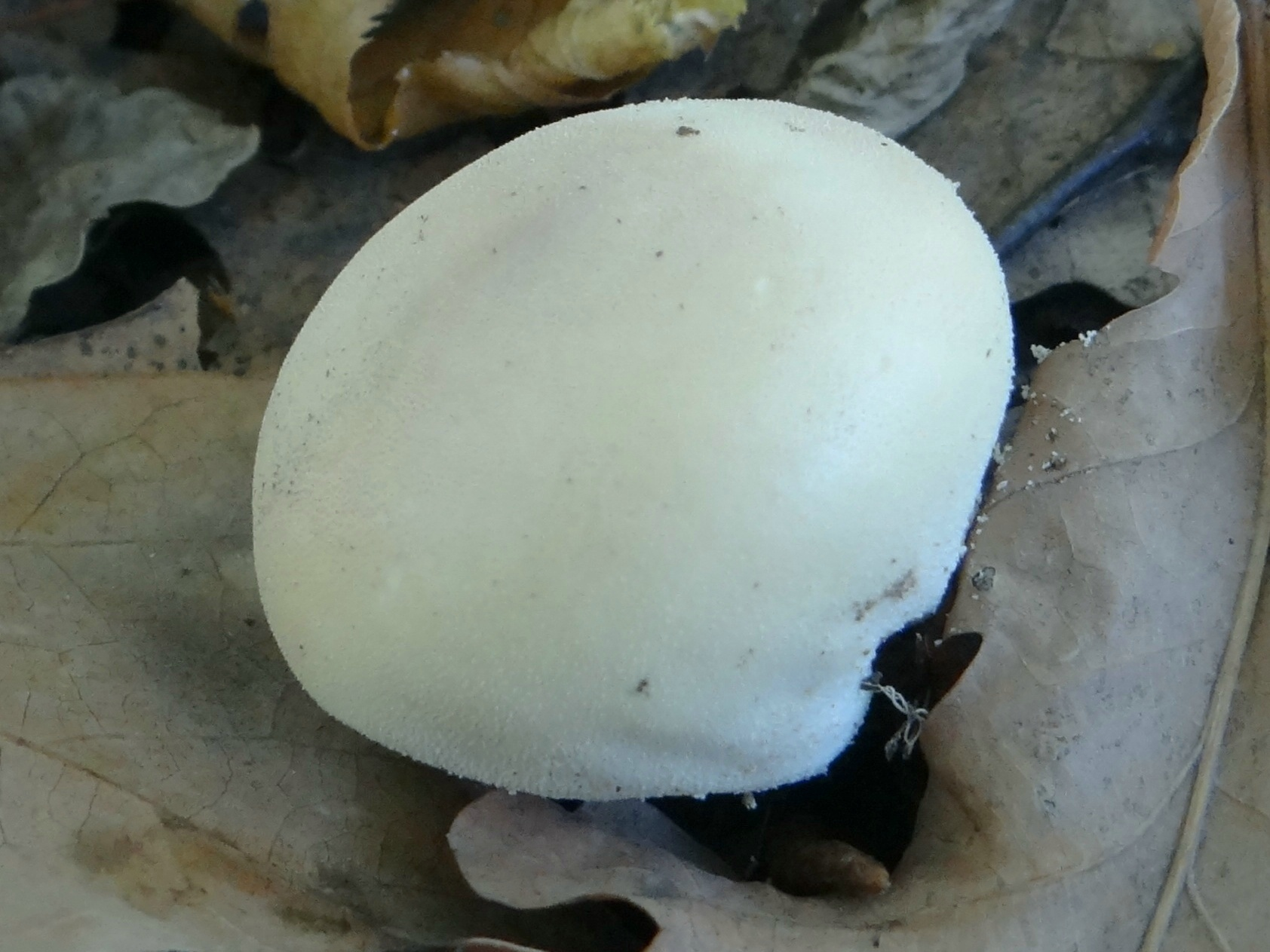
Bovista plumbea
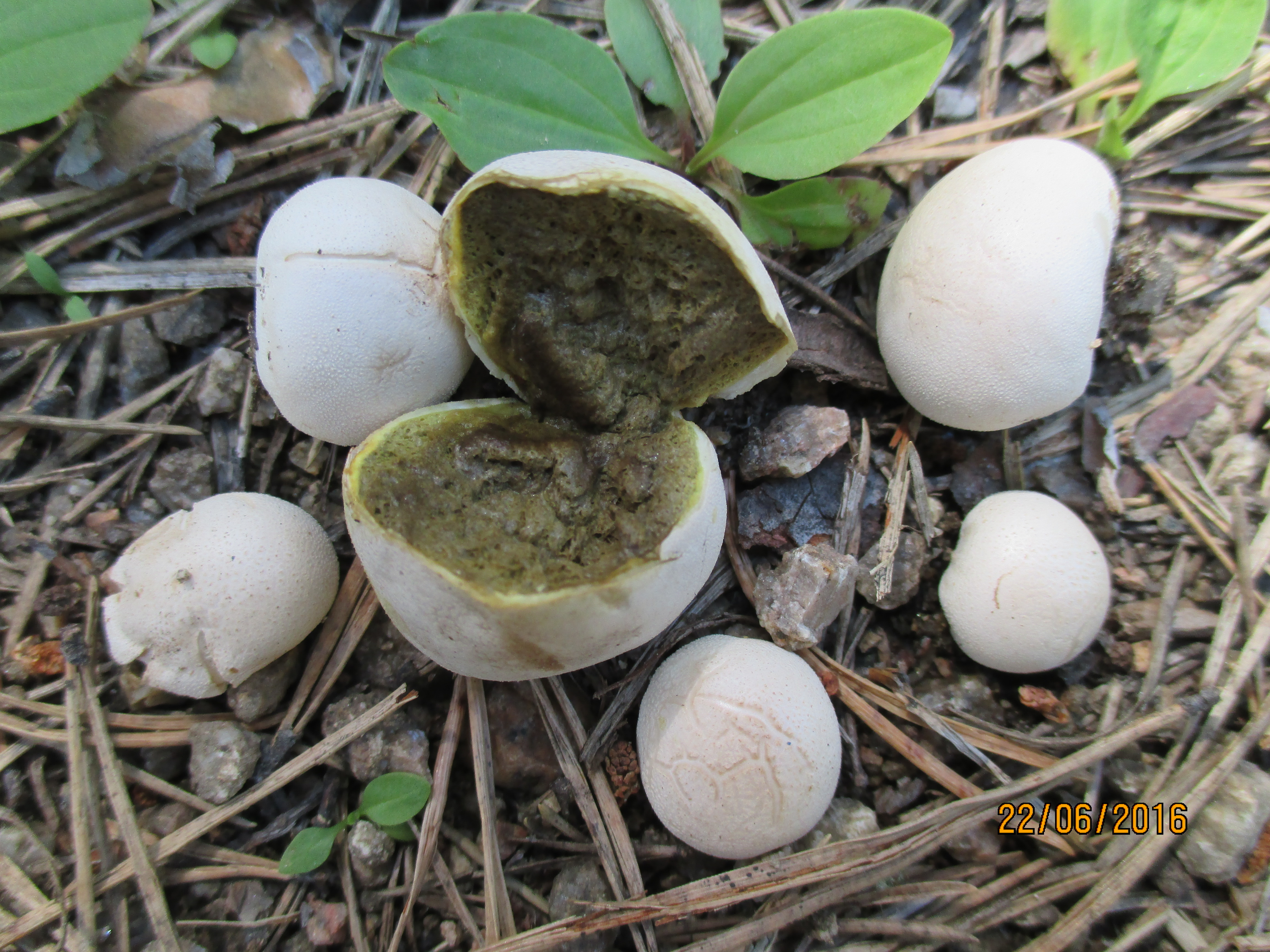
Bovista pusilla
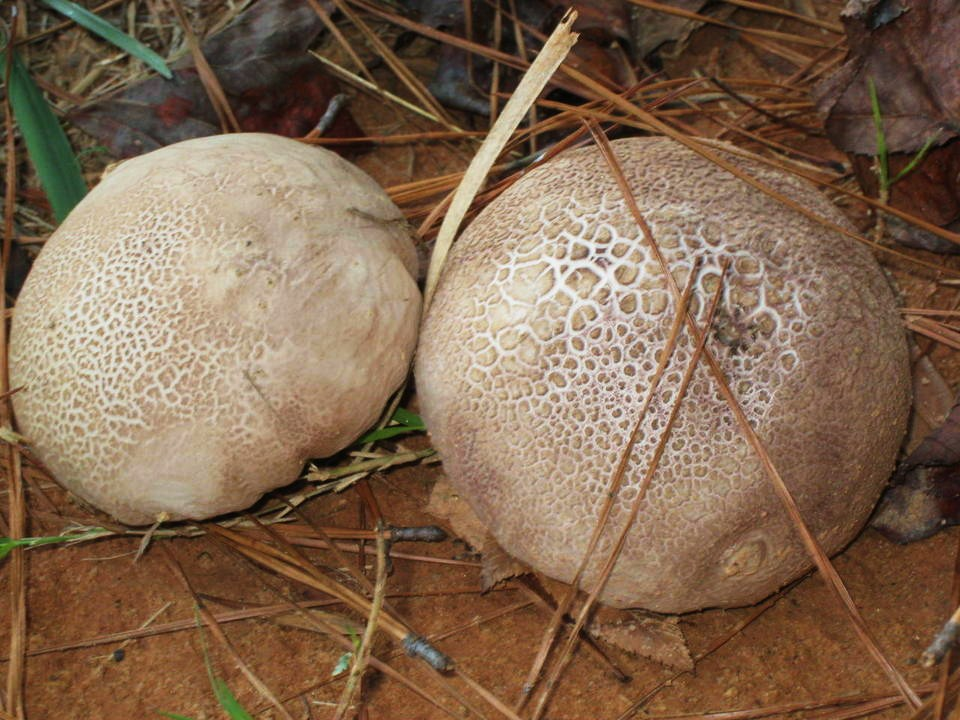
Calvatia cyathiformis
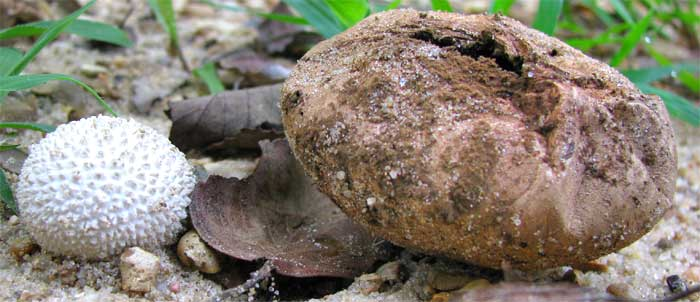
Lycoperdon candidum
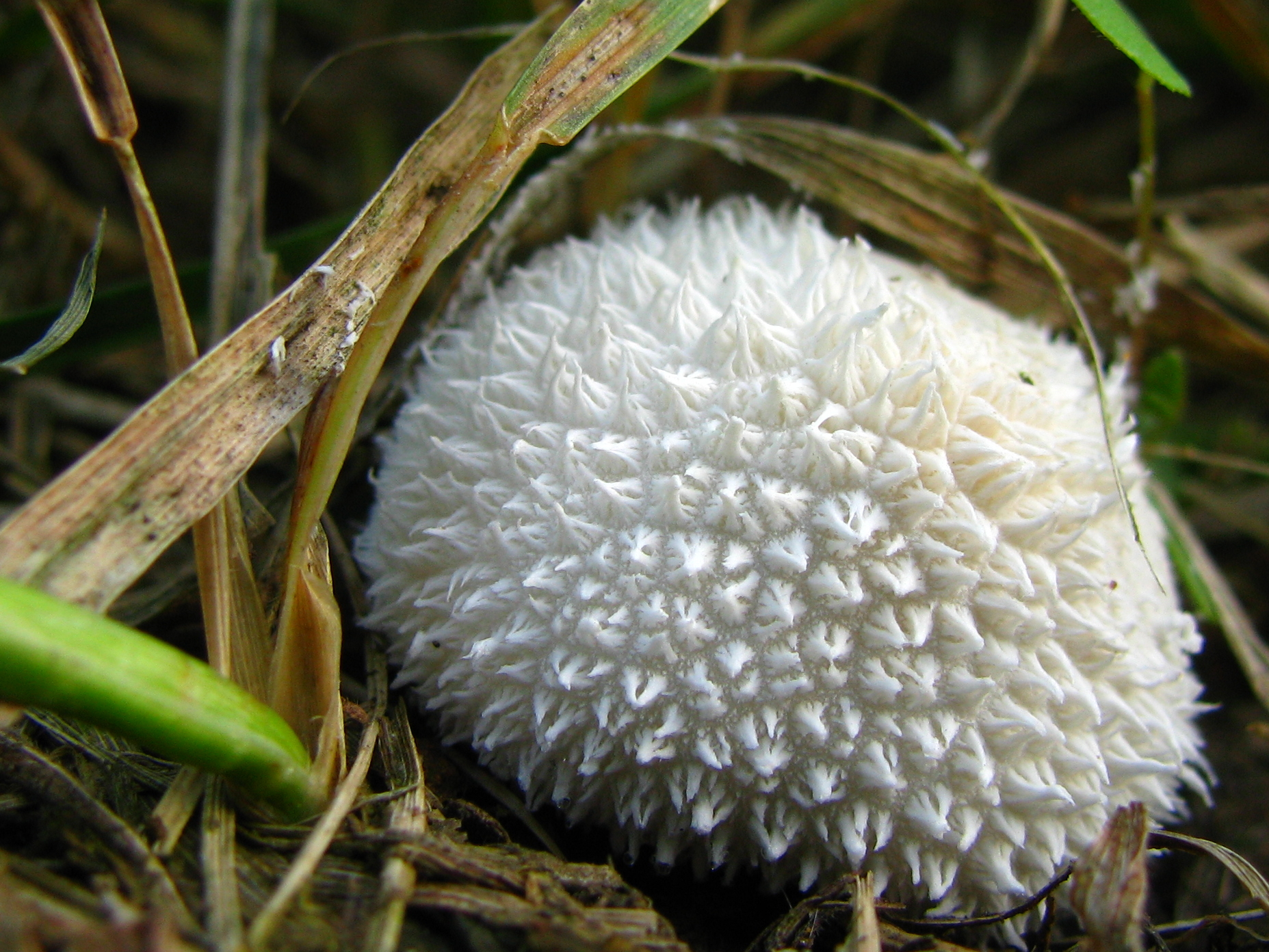
Lycoperdon echinatum
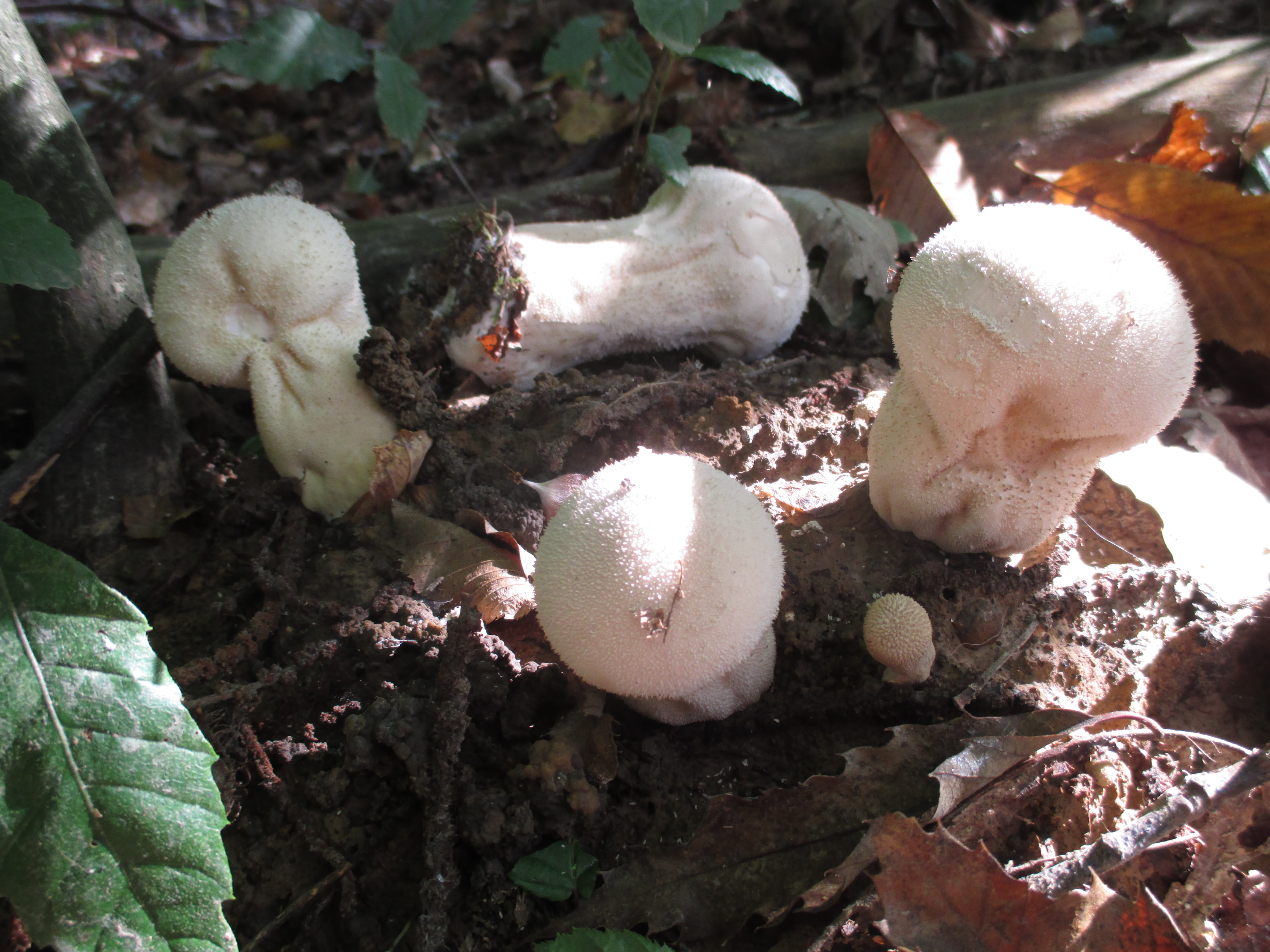
Lycoperdon excipuliforme
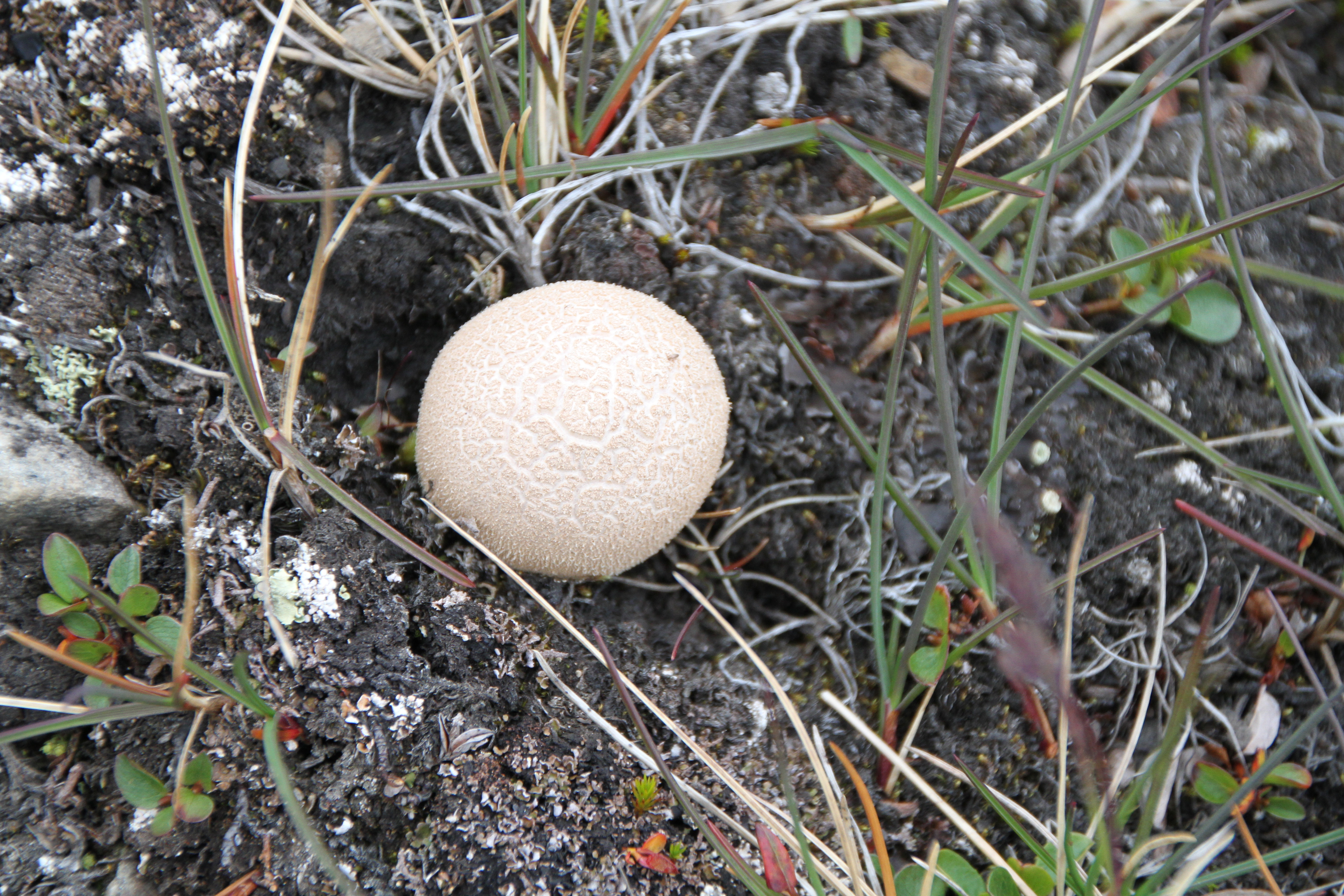
Lycoperdon frigidum
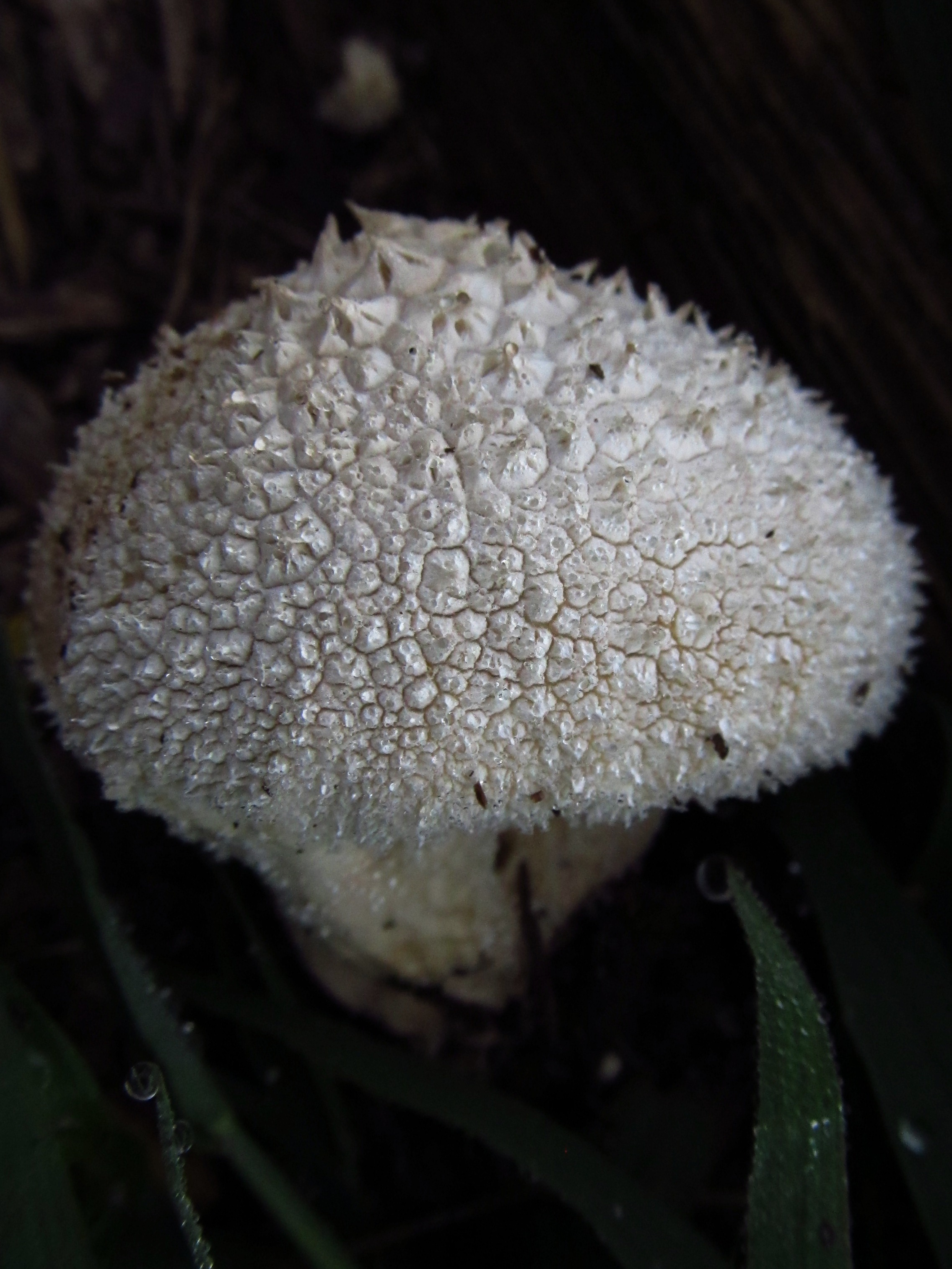
Lycoperdon marginatum

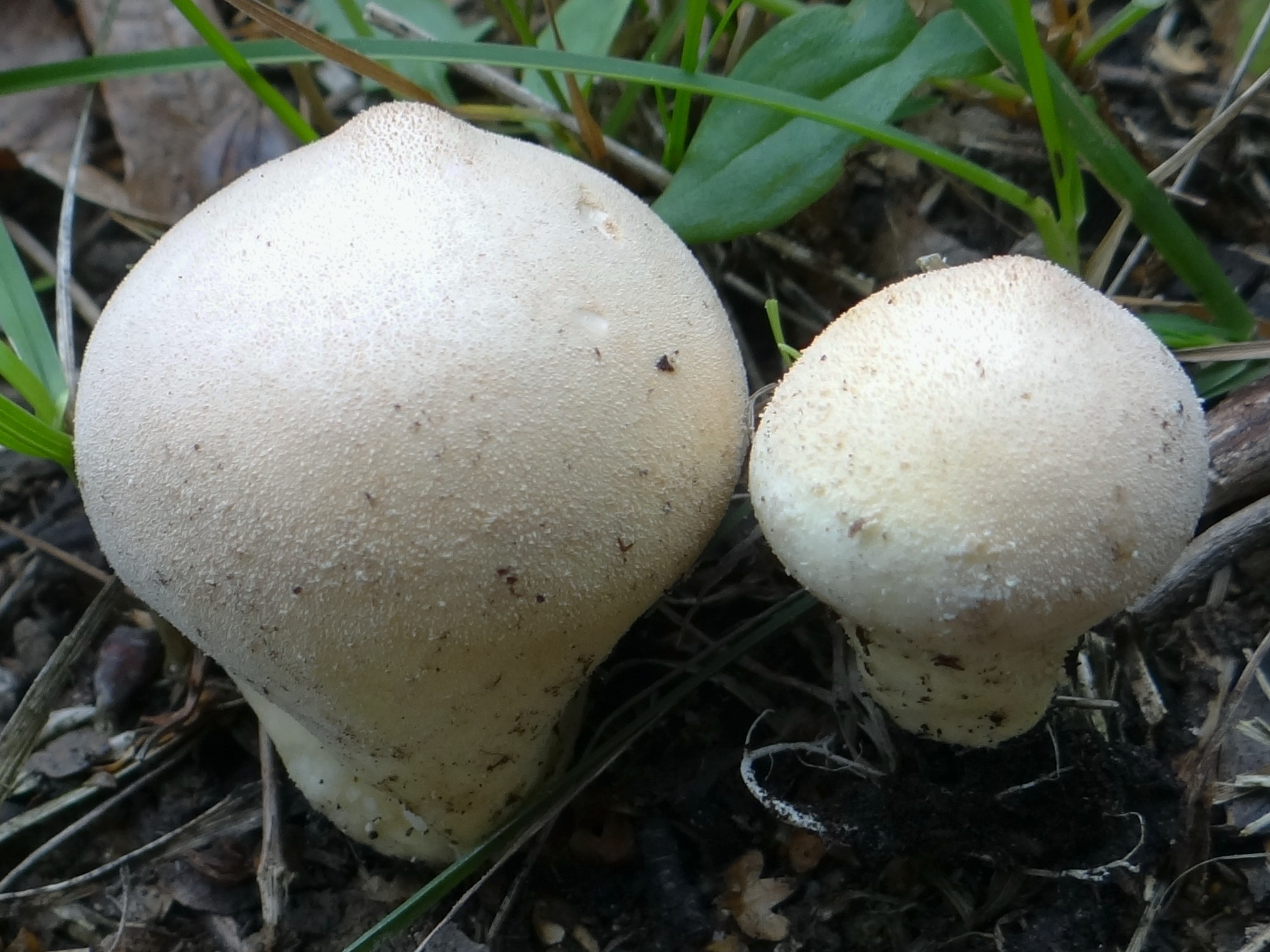
Lycoperdon molle
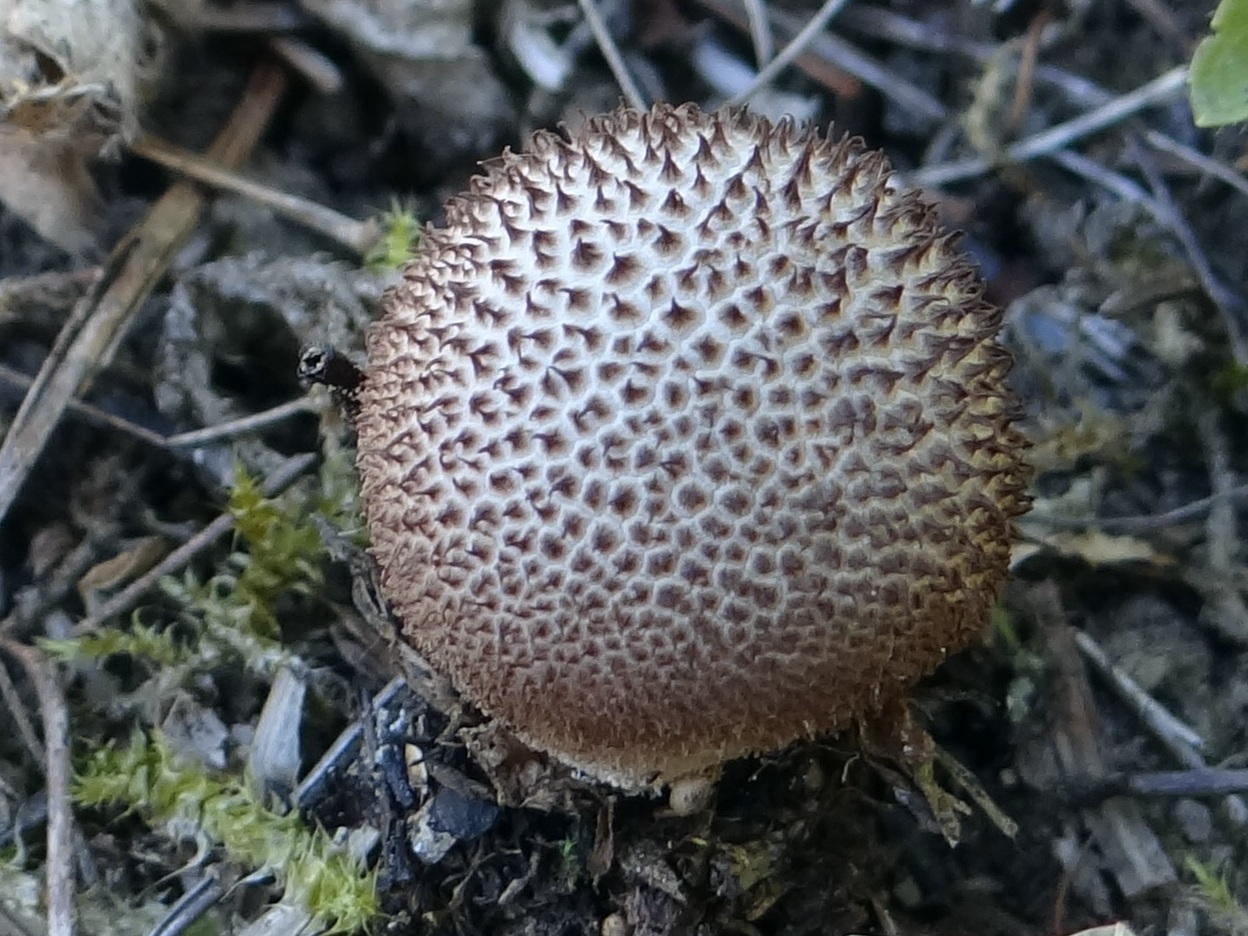
Lycoperdon nigrescens sin. foetidum
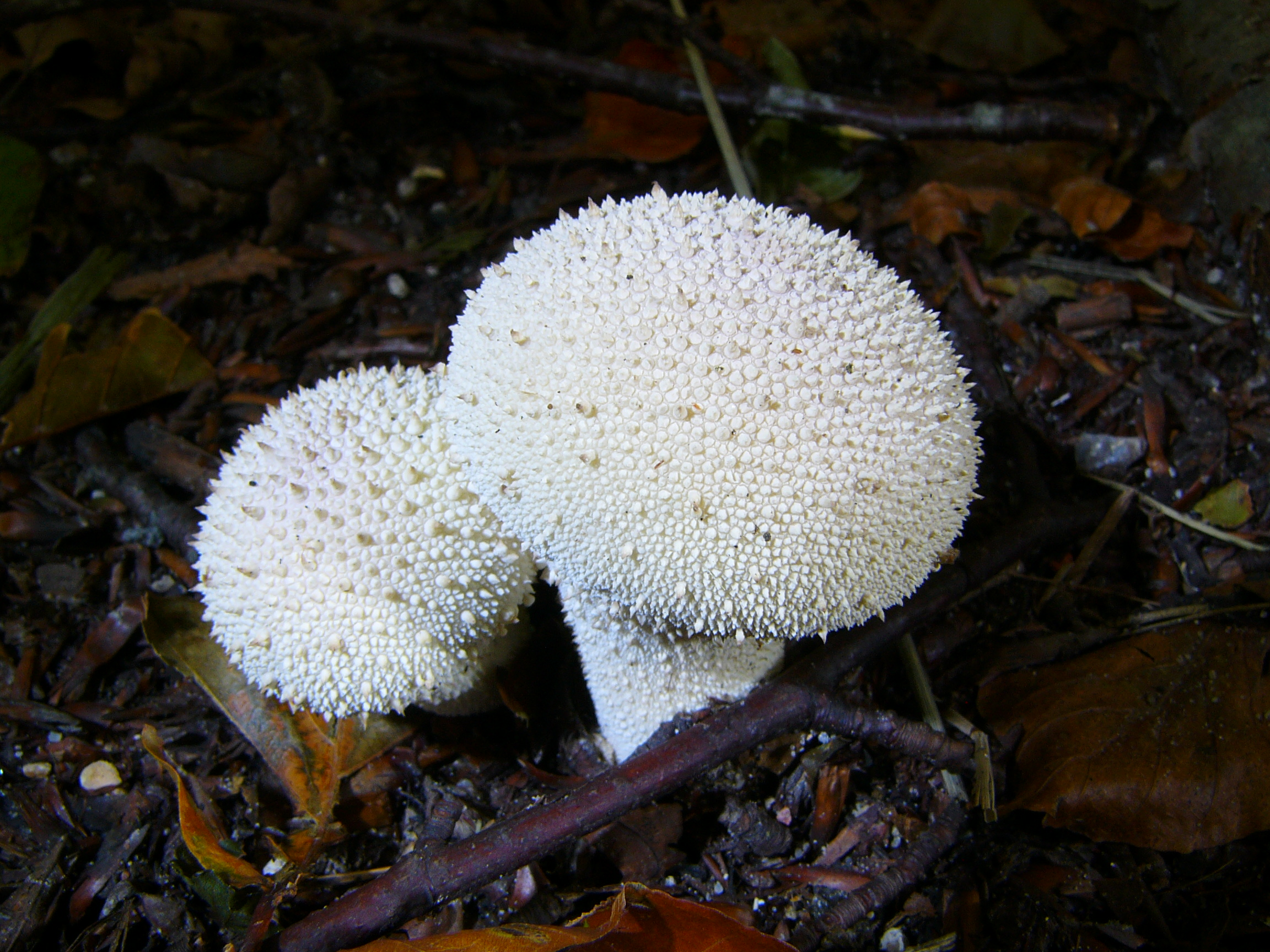
Lycoperdon perlatum
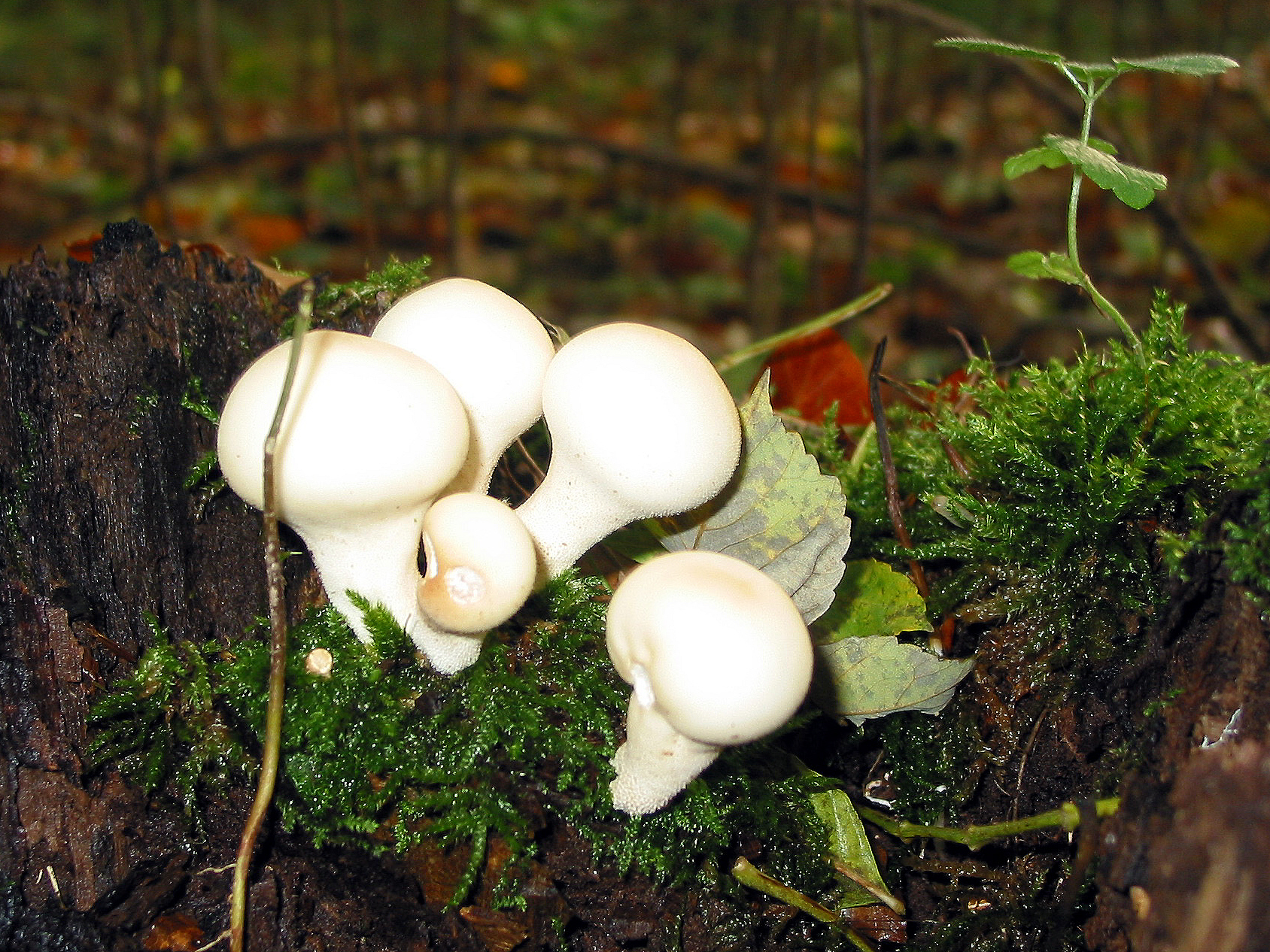
Lycoperdon pyriforme
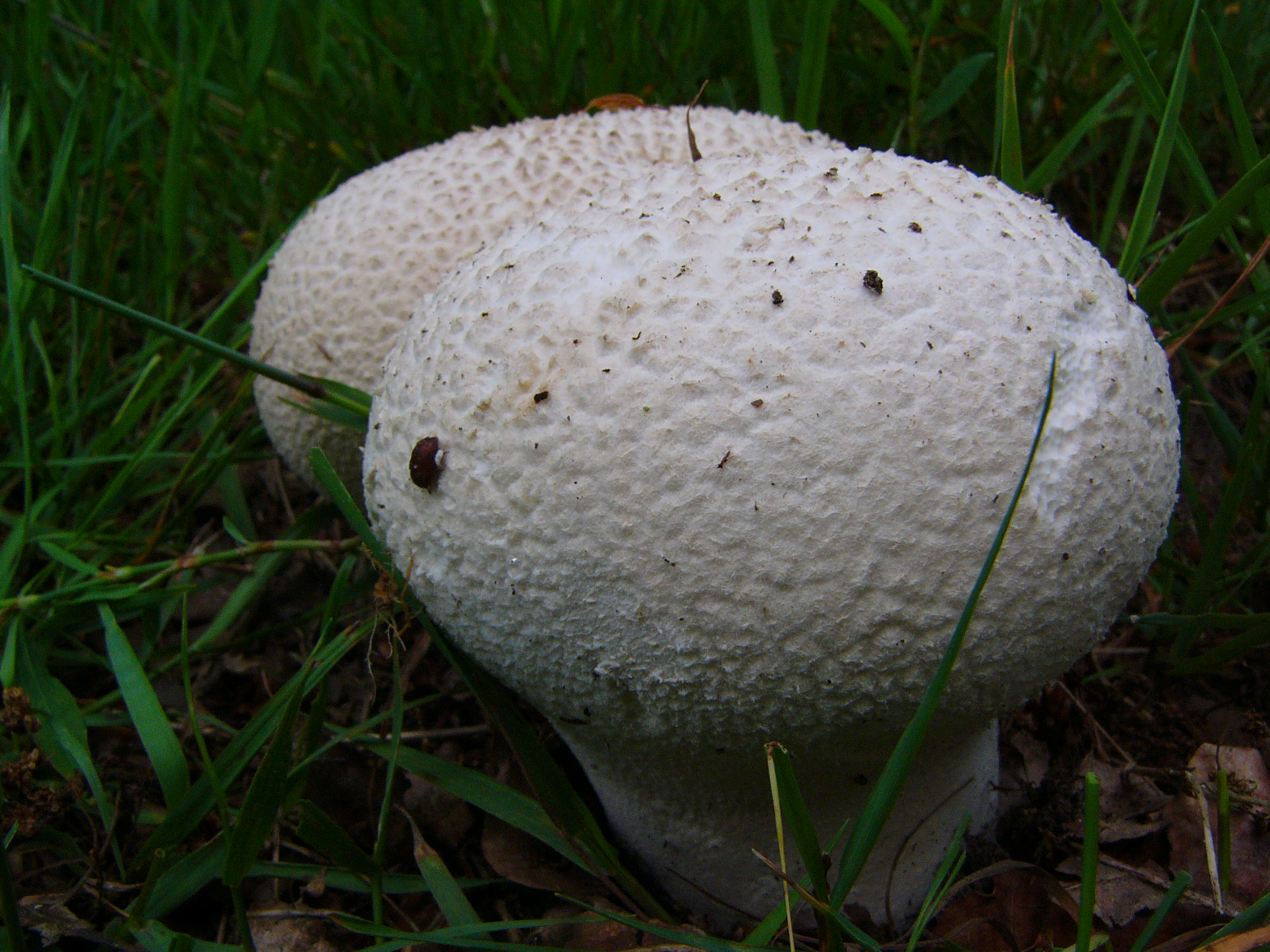
Lycoperdon utriforme
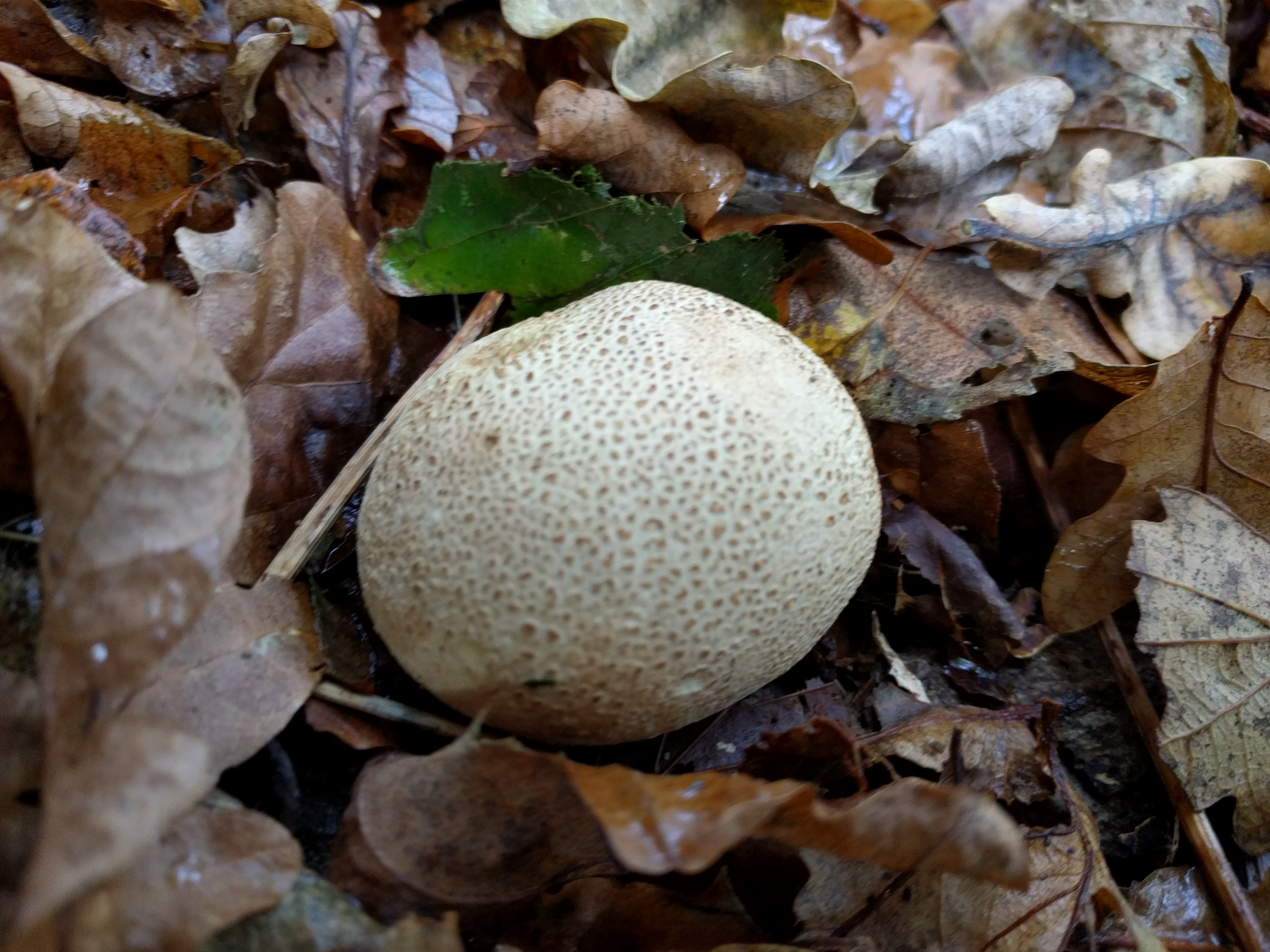
!!Scleroderma citrinum!!

## Valorificare
Pufoaiele sunt  comestibile și gustoase cât culoarea glebei este complet albă, dar nu se potrivește cu fierberea lor, devenind vâscoase. Înainte de preparare, cuticula foarte subțire nu trebuie să fie îndepărtată, doar țepii sunt de șters. Mai departe, ciuperca nu se spală niciodată, deoarece interiorul ei se comportă ca un burete, va absorbii apa, astfel compromițând prelucrarea ulterioară a ciupercii. Mai trebuie amintit că dimensiunea acestor ciuperci este destul de mică.

## Bibiliografie
- Bruno Cetto: „I funghi dal vero”, volumele1-7 (inclus speciile asemănătoare)
- Marcel Bon: „Pareys Buch der Pilze”, Editura Kosmos, Halberstadt 2012, ISBN 978-3-440-13447-4
- Rose Marie Dähncke: „1200 Pilze in Farbfotos”, Editura AT Verlag, Aarau 2004, ISBN 3-8289-1619-8
- Ewald Gerhard: „Der große BLV Pilzführer“ (cu 1200 de specii descrise și 1000 fotografii), Editura BLV Buchverlag GmbH & Co. KG, ediția a 9-a, München 2018, ISBN 978-3-8354-1839-4
- Jean-Louis Lamaison & Jean-Marie Polese: „Der große Pilzatlas“, Editura Tandem Verlag GmbH, Potsdam 2012, ISBN 978-3-8427-0483-1
- J. E. și M. Lange: „BLV Bestimmungsbuch - Pilze”, Editura BLV Verlagsgesellschaft, München, Berna Viena 1977, p. 116, ISBN 3-405-11568-2
- Hans E. Laux: „Der große Pilzführer, Editura Kosmos, Halberstadt 2001, ISBN 978-3-440-14530-2
- Gustav Lindau, Eberhard Ulbrich: „Die höheren Pilze, Basidiomycetes, mit Ausschluss der Brand- und Rostpilze”, Editura  J. Springer, Berlin 1928
- Till E. Lohmeyer & Ute Künkele: „Pilze – bestimmen und sammeln”, Editura Parragon Books Ltd., Bath 2014, ISBN 978-1-4454-8404-4
- Meinhard Michael Moser: „Röhrlinge und Blätterpilze - Kleine Kryptogamenflora Mitteleuropas”, ediția a 5-ea, vol. 2, Editura Gustav Fischer, Stuttgart 1983